# Партия прямой демократии
Политическая партия «Партия прямой демократии» (ППД) — зарегистрированная российская политическая партия.

## История
О создании Партии прямой демократии было публично объявлено 10 января 2020 года; 5 марта того же года прошёл учредительный съезд, на котором был принят её устав, избран генеральный секретарь и первый состав Высшего координационного совета. Генеральным секретарём партии стал её основатель — Вячеслав Макаров.
1 апреля 2020 года партия была зарегистрирована Министерством юстиции Российской Федерации.
В ноябре 2020 года Вячеслав Макаров покинул пост генерального секретаря, аргументировав это отсутствием долгосрочных политических планов и выполнением задачи непосредственно запуска партии. Новым генеральным секретарём на внеочередном съезде был избран руководитель научно-технической экспертизы партии Олег Артамонов.

## Участие в выборах
11 июля 2020 года в Москве состоялся 2‑й внеочередной съезд Партии прямой демократии, на котором были выдвинуты кандидаты на выборы в законодательные собрания Воронежской, Новосибирской, Калужской и Рязанской областей, ряда муниципальных образований Иркутской области и районные собрания Махачкалы, которые прошли 13 сентября 2020 года.
В ходе голосования по поправкам в Конституцию Российской Федерации стали единственной партией, выдвинувшей экспертов для наблюдения за ходом электронного голосования в Москве.
В январе 2021 года генеральный секретарь партии Олег Артамонов заявил, что партия не будет принимать участия в выборах в Государственную думу, сосредоточившись на выборах в региональные парламенты.
На выборах в Законодательное собрание Еврейской автономной области в 2021 году Партия прямой демократии набрала 5,93 % голосов, получив одно место.
В 2022 и 2023 годах партия практически не участвовала в выборах, выдвинув лишь 3-х кандидатов в органы местного самоуправления, 2-е из которых получили отказ в регистрации.
В 2024 году проходили довыборы депутата Государственной думы по Хакасскому одномандатному округу №35. Кандидатом от партии стал Антон Палюлин. По итогам выборов за кандидатуру Палюлина проголосовали 1,79% избирателей(5-е место из 6 кандидатов).

## Критика
Руководитель «Политической экспертной группы» Константин Калачев предположил, что при помощи Партии прямой демократии может реализовываться попытка канализировать[что?] протест образованных и молодых жителей мегаполисов. Сергей Старовойтов, генеральный директор Клуба регионов, предположил, что партия использует политический контекст для продвижения бизнес-проектов. Александр Пожалов, директор по исследованиям ИСЭПИ, указал, что у партии нет содержательной повестки, и она может быть создана для того, чтобы продвигать электронное голосование, а участвующие в этом IT-корпорации в будущем смогут получить от государства преференции. Также в интервью газете «Ведомости» он заявил, что деятельность ППД направлена на привлечение абсентеистов к выборам. Интернет-издание Meduza, ссылаясь на свои источники в Администрации Президента, сообщило, что проект партии разработан в Кремле; сам основатель партии Вячеслав Макаров отрицает, что Партия прямой демократии является проектом федеральных властей.
Политолог, глава экспертного совета ЭИСИ Глеб Кузнецов отметил, что Партия прямой демократии считает своим электоратом «молодых людей, IT-замороченных, фанатов безусловного прогресса, людей того самого интернета, игроков в онлайн-игры», в то время как эта аудитория является самой скептической из всех возможных и по большей мере находится либо на стихийных, либо на осознанных современных левых позициях, которым партия не соответствует, по итогу становясь «спойлером» Партии Роста и либерального крыла «Единой России».